# Övergångsprogrammet
Övergångsprogrammet, ursprungligen kallad Kapitalismens dödskamp och Fjärde Internationalens uppgifter är en politisk plattform som antogs av den Fjärde internationalens grundande kongress 1938, en internationell leninistisk organisation som bildades av Lev Trotskij.